# Astragalus chionobiiformis
Astragalus chionobiiformis  (лат.) — вид двудольных растений рода Астрагал (Astragalus) семейства Бобовые (Fabaceae). Впервые описан британским ботаником Клиффордом Чарльзом Таунсендом в 1971 году.

## Распространение
Эндемик Ирака.

## Ботаническое описание
Многолетнее травянистое растение.
Специфическая особенность — чашечка цветка покрыта тёмными волосками длиной не более 3 мм.
Малоизученый и, вероятно, реликтовый узкоареальный вид. Морфологически заметно отличается от других астрагалов.